# John Mackovic
John Mackovic (Barberton, 1º ottobre 1943) è un allenatore di football americano statunitense, che ha giocato come quarterback.
Dopo aver giocato per la squadra universitaria degli Wake Forest Demon Deacons non continua a giocare e diventa allenatore. Nel tempo assume in vari ruoli le panchine di squadre di college (Miami RedHawks, San Jose State Spartans, Arizona Wildcats, Purdue Boilermakers, Wake Forest, Illinois Fighting Illini e Texas Longhorns), di NFL (Dallas Cowboys e Kansas City Chiefs) e di squadre nazionali (Stati Uniti e Italia)

## Palmarès
- 1 Mondiale (2007)